# Брацлавська вулиця (Київ)
Бра́цлавська ву́лиця — вулиця в Дарницькому районі міста Києва, розташована у межах мікрорайонів № 3 та № 7 Харківського масиву. Пролягає від Тростянецького провулку до кінця забудови.
Прилучаються вулиці Дениса Антіпова і Горлівська та Харківське шосе.

## Історія
Траса вулиці прокладена не пізніше кінця 1930-х років у межах від безіменної вулиці (пізніше названої Кам'янською) до 189-ї нової вулиці. На карті 1943 року має назву вулиця Театральна (вочевидь, у зв'язку з розташуванням на місці сучасного кінотеатру «Промінь» закладу для демонстрації вистав або кінофільмів). До середини 1950-х років офіційно має умовну назву 48-ма Нова, сучасна назва — з 1955 року, на честь смт Брацлав.
На початку 2000-х років існував проект перейменування вулиці на честь казахського поета, письменника, громадського діяча, основоположника сучасної казахської письмової літератури — Абая Кунанбаєва. На розі вулиці навіть було встановлено меморіальну дошку на честь Абая Кунанбаєва. Але Київрада не ухвалила рішення про перейменування, отже вулиця має назву Брацлавська. Однак на деяких картах міста вона підписана як вулиця Абая Кунанбаєва.
Фактично станом на 2017 рік до вулиці приписаний один будинок (№ 7), а її частина у межах мікрорайону № 7 Харківського масиву являє собою внутрішньоквартальний проїзд з переважно пішохідним рухом.

## Громадський транспорт
Маршрутне таксі № 529: пр-т Червоної Калини — вул. Автотранспортна (Бортничі).

## Зображення

Анотаційна дошка на честь Абая Кунанбаєва на будинку № 65 по Харківському шосе